# Équipe du Salvador de football
Cet article traite de l'équipe masculine. Pour l'équipe féminine, voir Équipe du Salvador féminine de football.
Maillots
L'équipe du Salvador de football (connue sous le nom de La Selecta) est sous l'égide de la Fédération du Salvador de football (Fesfut).

## Histoire

### Les débuts du Salvador
Le premier match officiel du Salvador fut joué à Guatemala, le 14 septembre 1921, contre le Costa Rica, et se conclut par un score de 7 buts à 0 pour les Costaricains. Alors que le premier match officiel a eu lieu en 1921, la Fédération du Salvador de football (Fesfut d'après son acronyme en espagnol) n'est fondée qu'en 1935. L’équipe du Salvador de football (La Selecta) a remporté en 1943, à domicile, le Championnat d'Amérique centrale et des Caraïbes (CCCF), en dominant le Guatemala, le Costa Rica et le Nicaragua. La Fesfut est affiliée à la FIFA depuis 1938 et est membre de la CONCACAF depuis 1962.

### La première participation en Coupe du monde
Dans les éliminatoires de la Coupe du monde 1970, l’équipe du Salvador domine dans un premier temps le Suriname et les Antilles néerlandaises. Lors du tour final elle affronte le Honduras dans un contexte explosif. La victoire salvadorienne fut l'étincelle qui dégénéra en conflit, ce fut la célèbre «guerre du Football» opposant les deux nations. Enfin, après un dernier barrage remporté face à Haïti, le Salvador accède pour la toute première fois à une phase finale de Coupe du monde.
En phase finale, elle enregistre sans surprise au Stade Azteca de Mexico trois défaites sans avoir marqué le moindre but contre la Belgique (0-3), l’URSS (0-2) et le Mexique (0-4). Le Salvador se consolera avec l'honneur d'être devenue la première équipe d'Amérique centrale à participer à une Coupe du monde.

### De 1970 à 1982
Pour la Coupe du monde 1974, l’équipe du Salvador est battue au 1er tour par le Guatemala. Pour la Coupe du monde de football 1978, elle termine 2e au 1er tour, derrière le Guatemala, devant le Costa Rica et le Panama, mais est battue au tour final par le Mexique et Haïti, tout en étant devant le Canada, le Suriname et le Guatemala.

### La Coupe du monde 1982
Au tour préliminaire de la Coupe du monde 1982, l’équipe du Salvador termine 2e au 1er tour, derrière le Honduras, devant le Guatemala, le Costa Rica et le Panama puis termine 2e au tour final, derrière le Honduras, devant le Canada, le Mexique, Haïti et Cuba. Qualifiée pour la phase finale, elle enregistre 3 défaites contre l’Argentine (0-2), la Belgique (0-1) et la Hongrie, à Elche, le 15 juin 1982 (1-10, but de Luis Ramírez Zapata), ce qui constitue la plus large défaite du Salvador, mais aussi, le record d'écart de buts dans un match de phase finale de Coupe du monde. Loin de figurer parmi les ténors de la zone CONCACAF, l'équipe nationale du Salvador a pourtant participé à deux phases finales de la Coupe du monde de football, en 1970 et en 1982, sans pour autant remporter le moindre match. Le seul buteur salvadorien en Coupe du monde de football est Luis Ramírez Zapata, avec un but.

### De 1982 à 2002
Pour la Coupe du monde de football 1986, l’équipe du Salvador bat Porto Rico au 1er tour, mais est battue par le Honduras et finit devant le Suriname au 2d tour. Pour la Coupe du monde de football 1990, elle bat les Antilles néerlandaises au 1er tour, termine dernière au tour final, derrière le Guatemala, les États-Unis, le Costa Rica et Trinité-et-Tobago. Pour la Coupe du monde de football 1994, elle bat le Nicaragua au 1er tour, termine 1re au 2d tour devant le Canada, la Jamaïque et les Bermudes, termine 3e (sur 4) lors du tour final devant le Honduras et derrière le Mexique et le Canada.
Au 1er tour de la Gold Cup 1996, l’équipe du Salvador bat Trinité-et-Tobago (3-2, doublé de Raúl Díaz Arce et but de Ronald Cerritos) et perd contre les États-Unis (0-2). Pour la Coupe du monde 1998, elle termine 2e au 2d tour, derrière le Canada, devant le Panama et Cuba, termine 5e sur 6 au tour final, devant le Canada, derrière le Mexique, les États-Unis, la Jamaïque et le Costa Rica. Au 1er tour de la Gold Cup 1998, elle fait match nul contre le Guatemala (0-0) et perd contre la Jamaïque (0-2) et le Brésil (0-4). Pour la Coupe du monde 2002, elle termine 1re lors du 1er tour devant le Guatemala et le Belize, mais est battue au 2d tour par le Honduras et la Jamaïque tout en étant devant Saint-Vincent-et-les-Grenadines.
Le Salvador n’a jamais remporté la Coupe UNCAF des Nations et n’a même jamais été en finale. En revanche, il a atteint la troisième place à six reprises en 1995, 1997, 2001, 2003, 2013 et plus récemment 2017.

### De 2002 à 2010
À la Gold Cup 2002, l’équipe du Salvador bat le Guatemala (1-0, but de Santos Cabrera) et perd contre le Mexique (0-1) au 1er tour, mais est battue en quarts par les États-Unis (0-4). À la Gold Cup 2003, elle perd contre les États-Unis (0-2), bat la Martinique (1-0, but de Marvin González) au 1er tour, mais est battue en quarts par le Costa Rica (2-5, buts d’Alfredo Pacheco et de Gilberto Murgas). Pour la Coupe du monde 2006, elle bat au 1er tour Montserrat et les Bermudes, puis est battue au 2d tour par les États-Unis, le Panama et la Jamaïque. Au 1er tour de la Gold Cup 2007, elle bat Trinité-et-Tobago (2-1, buts de Ramón Sánchez et de Dennis Alas) mais perd contre les États-Unis (0-4) et contre le Guatemala (0-1).
Pour la Coupe du monde 2010, elle bat Anguilla au 1er tour, bat le Panama au 2d tour (lors d'un match retour au scénario fou), tombe dans le groupe du Costa Rica, Haïti et le Suriname. Elle termine finalement 2e de son groupe devant Haïti et le Suriname, mais derrière le Costa Rica. Elle se qualifie pour le dernier tour de qualifications dans un même groupe de 6 équipes composé des États-Unis, du Mexique, du Costa Rica, de Trinité-et-Tobago et du Honduras où elle devra terminer dans les 3 premiers de ce groupe pour se qualifier directement pour le Mondial ou bien 4e pour jouer un barrage décisif contre le 5e de la zone Am-Sud. Sans surprise le Salvador finira avant-dernier de la poule avec 8 points, juste devant Trinité-et-Tobago. Il est à noter que la plus large victoire du Salvador se produisit durant ces éliminatoires à San Salvador, le 6 février 2008, contre la modeste équipe d'Anguilla avec un score fleuve de 12 buts à 0.
À la Gold Cup 2009 le Salvador bat le Costa Rica (2-1) mais est néanmoins éliminé au 1er tour à la suite de deux défaites concédées sur le même score (0-1) face au Canada et à la Jamaïque.

### Depuis 2010
Après l'intérim assuré par José Luis Rugamas (2010-11), Carlos Méndez Flores Cabezas, nouveau président de la Fesfut, nomma l'Uruguayen Rubén Israel à la tête de la sélection. Lors de la Gold Cup 2011 le Salvador se hissa jusqu'en quarts de finale, éliminé de justesse par le Panama lors de la séance de tirs au but.
En qualifications pour le Mondial 2014 le Salvador survola le 2d tour avec 6 victoires en 6 matches dans un groupe avec le Suriname, la République dominicaine et les Îles Caïmans. Lors du 3e tour dans un groupe plus relevé constitué du Mexique, du Costa Rica et du Guyana, le Salvador perdit tout espoir de qualification en terminant 3e de la poule. Il est à noter que Rubén Israel fut remplacé en cours de route par le technicien mexicain Juan de Dios Castillo el cuate dans une ambiance mouvementée. Juan de Dios Castillo a été lui-même remplacé en décembre 2012 par le Péruvien Agustín Castillo la chochera, quintuple champion national avec le Club Deportivo FAS.
Sous la houlette de ce dernier le Salvador vient de se qualifier pour la Gold Cup 2013 aux États-Unis et a été assigné dans le groupe B de la compétition en compagnie du Honduras, de Trinité-et-Tobago et d'Haïti. Le Salvador débuta la compétition en concédant un match nul face à Trinité-et-Tobago (2-2) avec un doublé de l'attaquant Rodolfo Zelaya mais dut s'incliner 0-1 à la dernière minute, face à sa voisine du Honduras, alors que le match nul se dessinait. Cependant, lors du troisième match, les Salvadoriens finirent par s'imposer 1-0 face à Haïti avec un nouveau but (sur pénalty) de Zelaya, victoire qui leur octroya une qualification en quarts de finale. La Selecta s'inclina logiquement face au pays organisateur et grand favori du tournoi, les États-Unis, par un score cinglant de 1-5. Rodolfo Zelaya marqua son quatrième but dans la compétition.
Le 22 août 2013, la Fédération du Salvador de football suspend 22 joueurs (tous internationaux) pour 30 jours à titre provisoire dans le cadre d'une enquête relative à des matches arrangés. Ces exclusions temporaires deviennent définitives pour 14 d'entre eux, radiés à vie par la Fédération. Le 14 octobre 2013, la FIFA étend ces sanctions disciplinaires au niveau mondial.
Désigné en mai 2014 pour prendre les rênes de La Selecta, l'Espagnol Albert Roca dut reconstruire l'équipe en vue de la Copa Centroamericana 2014. Il parvint néanmoins à se hisser à la 4e place du tournoi, synonyme de qualification à la Gold Cup 2015. Durant ce dernier tournoi, le Salvador tient en échec le Canada (0-0), arrache le match nul face au Costa Rica (1-1, égalisation de Dustin Corea à la 91e minute) avant de succomber devant la Jamaïque (0-1). Quelques jours plus tard, Albert Roca présente sa démission, invoquant des raisons personnelles. Il est remplacé provisoirement par l'ancien international salvadorien Jorge Humberto Rodríguez qui réussit son intérim en qualifiant La Selecta au 4e tour des éliminatoires de la Coupe du monde 2018 aux dépens du Curaçao de Patrick Kluivert, battu par deux fois 1-0.
Le 23 septembre 2015, l'expérimenté coach hondurien, Ramón Maradiaga, est présenté comme nouveau sélectionneur national. Il s'avère pourtant incapable de remporter le moindre match (4 nuls et 9 défaites en 13 matchs disputés) et le Salvador est éliminé de la course à la Coupe du monde 2018. Maradiaga est remplacé par le Colombien Eduardo Lara, qui était responsable de l'équipe salvadorienne des moins de 20 ans, désigné en décembre 2016 pour conduire la Selecta durant la Copa Centroamericana 2017. Lara réussit à rompre la série de 15 matchs sans victoires de l'équipe nationale, la pire dans l'histoire de la sélection, à l'occasion de ce dernier tournoi en battant le Belize 3-1. Il atteint la 3e place, qualificative à la Gold Cup 2017. Placé dans le groupe C de la compétition, le Salvador finit parmi les meilleurs troisièmes, avec 4 points (victoire 2-0 sur le Curaçao puis match nul et vierge devant la Jamaïque), total qui lui permet de se hisser en quarts de finale, instance où la Selecta est éliminée par les hôtes américains (0-2).
En mai 2018, neuf ans après sa première expérience en tant que sélectionneur, le Mexicain Carlos de los Cobos fait son retour à la tête du Salvador.
Le Salvador est éliminé au 1er tour de la Gold Cup 2019 en terminant 3e du groupe C avec le même nombre de points (4 points) que le Curaçao contre lequel il s'impose 1-0 mais avec une moins bonne différence de buts générale que ce dernier qui hérite donc de la deuxième place qualificative ; notamment à cause d'une défaite rédhibitoire contre le Honduras (0-4) qui est pourtant la lanterne rouge du groupe avec un point de moins.
Le Salvador dispute deux matchs amicaux en 2020, d'abord avant la pandémie de Covid-19 contre l'Islande au mois de janvier (défaite 0-1) puis début décembre contre les États-Unis perdu plus lourdement (0-6).

## Résultats

### Classement FIFA
| Année              | 1993 | 1994 | 1995 | 1996 | 1997 | 1998 | 1999 | 2000 | 2001 | 2002 | 2003 | 2004 | 2005 | 2006 | 2007 | 2008 | 2009 | 2010 | 2011 | 2012 | 2013 | 2014 | 2015 | 2016 | 2017 | 2018 | 2019 | 2020 |
| ------------------ | ---- | ---- | ---- | ---- | ---- | ---- | ---- | ---- | ---- | ---- | ---- | ---- | ---- | ---- | ---- | ---- | ---- | ---- | ---- | ---- | ---- | ---- | ---- | ---- | ---- | ---- | ---- | ---- |
| Classement mondial | 66   | 80   | 82   | 65   | 64   | 92   | 96   | 83   | 86   | 94   | 95   | 106  | 124  | 156  | 134  | 111  | 78   | 117  | 69   | 103  | 90   | 90   | 99   | 137  | 100  | 70   | 69   | 70   |

### Parcours en Coupe du monde
| Année | Position     |      | Année         | Position |                        | Année | Position |
| 1930  | Non inscrite | 1974 | Non qualifiée | 2010     | Non qualifiée          |       |          |
| 1934  | Non inscrite | 1978 | Non qualifiée | 2014     | Non qualifiée          |       |          |
| 1938  | Non inscrite | 1982 | 1er tour      | 2018     | Non qualifiée          |       |          |
| 1950  | Non inscrite | 1986 | Non qualifiée | 2022     | Non qualifiée          |       |          |
| 1954  | Non inscrite | 1990 | Non qualifiée | 2026     | Éliminatoires en cours |       |          |
| 1958  | Non inscrite | 1994 | Non qualifiée | 2030     | À venir                |       |          |
| 1962  | Non inscrite | 1998 | Non qualifiée | 2034     | À venir                |       |          |
| 1966  | Non inscrite | 2002 | Non qualifiée |          |                        |       |          |
| 1970  | 1er tour     | 2006 | Non qualifiée |          |                        |       |          |

### Parcours en Gold Cup
| Année | Position          |      | Année             | Position |                 | Année | Position |
| 1963  | Finaliste         | 1991 | Tour préliminaire | 2011     | Quart de finale |       |          |
| 1965  | Quatrième         | 1993 | Tour préliminaire | 2013     | Quart de finale |       |          |
| 1967  | Non inscrit       | 1996 | 1er tour          | 2015     | 1er tour        |       |          |
| 1969  | Exclusion         | 1998 | 1er tour          | 2017     | Quart de finale |       |          |
| 1971  | Forfait           | 2000 | Tour préliminaire | 2019     | 1er tour        |       |          |
| 1973  | Tour préliminaire | 2002 | Quart de finale   | 2021     | Quart de finale |       |          |
| 1977  | Troisième         | 2003 | Quart de finale   | 2023     | 1er tour        |       |          |
| 1981  | Finaliste         | 2005 | Tour préliminaire | 2025     | 1er tour        |       |          |
| 1985  | 1er tour          | 2007 | 1er tour          |          |                 |       |          |
| 1989  | Cinquième         | 2009 | 1er tour          |          |                 |       |          |

### Parcours en Ligue des nations
| Édition   | Ligue | Phase de groupes | Phase de groupes | Phase de groupes | Phase de groupes | Phase de groupes | Phase de groupes | Phase de groupes | Phase finale | Phase finale | Phase finale | Phase finale | Phase finale | Phase finale | Phase finale | Phase finale |
| Édition   | Ligue | Class.           | M                | V                | N                | D                | BM               | BE               | Pays hôte    | Résultat     | M            | V            | N            | D            | BM           | BE           |
| --------- | ----- | ---------------- | ---------------- | ---------------- | ---------------- | ---------------- | ---------------- | ---------------- | ------------ | ------------ | ------------ | ------------ | ------------ | ------------ | ------------ | ------------ |
| 2019-2020 | B     | 1/4              | 6                | 5                | 0                | 1                | 10               | 1                | 2020         | Inéligible   | Inéligible   | Inéligible   | Inéligible   | Inéligible   | Inéligible   | Inéligible   |
| 2022-2023 | A     | 2/3              | 4                | 1                | 2                | 1                | 6                | 5                | 2023         | Non qualifié | Non qualifié | Non qualifié | Non qualifié | Non qualifié | Non qualifié | Non qualifié |
| 2023-2024 | A     | 6/6              | 4                | 0                | 1                | 3                | 2                | 6                | 2024         | Non qualifié | Non qualifié | Non qualifié | Non qualifié | Non qualifié | Non qualifié | Non qualifié |
| 2024-2025 | B     | 1/4              | 6                | 5                | 0                | 1                | 12               | 6                | 2025         | Inéligible   | Inéligible   | Inéligible   | Inéligible   | Inéligible   | Inéligible   | Inéligible   |
| 2026-2027 | A     | /6               | 0                | 0                | 0                | 0                | 0                | 0                | 2027         | À venir      | À venir      | À venir      | À venir      | À venir      | À venir      | À venir      |
| Total     | Total | Total            | 20               | 11               | 3                | 6                | 30               | 18               | Total        | Total        | 0            | 0            | 0            | 0            | 0            | 0            |

### Parcours en Coupe UNCAF des nations
- 1991 : 4e
- 1993 : 4e
- 1995 :  3e
- 1997 :  3e
- 1999 : 4e
- 2001 :  3e
- 2003 :  3e
- 2005 : 1er tour
- 2007 : 4e
- 2009 : 4e
- 2011 : 4e
- 2013 :  3e
- 2014 : 4e
- 2017 :  3e

### Parcours en Coupe CCCF
- 1941 :  2e
- 1943 :  Vainqueur
- 1946 :  3e
- 1948 : 5e
- 1951 : Forfait
- 1953 : 5e
- 1955 : 4e
- 1957 : Non inscrit
- 1960 : Forfait
- 1961 :  2e

### Palmarès
- Coupe des nations de la Concacaf :
  - Finaliste en 1963 et 1981.
  - Troisième en 1977.
- Coupe UNCAF des nations :
  - Troisième en 1995, 1997, 2001, 2003 et 2013.
- Coupe CCCF (1) :
  - Vainqueur en 1943[12].
  - Finaliste en 1941 et 1961.
  - Troisième en 1946.
- Jeux d'Amérique centrale et des Caraïbes (2) :
  - Vainqueur en 1954[13] et 2002[14].
  - Troisième en 1935.

## Personnalités historiques de l'équipe du Salvador

### Effectif actuel

#### Principaux joueurs
Les joueurs en gras sont encore en activité.

Source consultée : (en) El Salvador - Record International Players sur rsssf.com

Joueurs les plus capés

Mise à jour le 1er novembre 2019.
| #   | Joueurs            | Carrière    | Sélections |
| --- | ------------------ | ----------- | ---------- |
| 1.  | Alfredo Pacheco    | 2002 - 2013 | 85         |
| 2.  | Dennis Alas        | 2001 - 2013 | 83         |
| 3.  | Leonel Cárcamo     | 1988 - 2000 | 82         |
| 4.  | Marvin González    | 2002 - 2011 | 81         |
| 5.  | Rudis Corrales     | 2001 - 2011 | 78         |
| 5.  | Ramón Sánchez      | 2003 - 2012 | 78         |
| 7.  | Osael Romero       | 2007 - 2013 | 77         |
| 8.  | Guillermo Rivera   | 1988 - 2000 | 76         |
| 8.  | Jorge H. Rodríguez | 1995 - 2004 | 76         |
| 10. | William Osorio     | 1991 - 2002 | 73         |
| 10. | Ronald Cerritos    | 1995 - 2008 | 73         |

Meilleurs buteurs

Mise à jour le 1er novembre 2019.
| #  | Joueurs                     | Carrière    | Buts |
| -- | --------------------------- | ----------- | ---- |
| 1. | Raúl Díaz Arce              | 1991 - 2000 | 39   |
| 2. | Rodolfo Zelaya              | 2008 -      | 23   |
| 3. | Jorge Mágico González       | 1976 - 1998 | 21   |
| 4. | José María Rivas            | 1979 - 1989 | 19   |
| 4. | Juan Francisco Barraza (en) | 1953 - 1969 | 19   |
| 6. | Rudis Corrales              | 2001 - 2011 | 17   |
| 7. | Luis Ramírez Zapata         | 1971 - 1989 | 16   |
| 7. | Osael Romero                | 2007 - 2013 | 16   |
| 9. | Miguel Cruz                 | 1935 - 1950 | 15   |
| 9. | Eliseo Quintanilla          | 2006 - 2012 | 15   |
| 9. | Guillermo Rivera            | 1988 - 2000 | 15   |

### Sélectionneurs
Depuis 1930, 46 sélectionneurs se sont succédé à la tête de La Selecta avec une prédominance des techniciens étrangers (29 contre seulement 17 entraîneurs locaux).
| Nom                     | Période   |
| ----------------------- | --------- |
| Mark Scott Thompson     | 1930–1935 |
| Pablo Ferre Elías       | 1935–1938 |
| Máximo Garay            | 1940–1941 |
| Mr. Slade               | 1941–1943 |
| Americano González      | 1943–1948 |
| Rodolfo Orlandini       | 1949–1951 |
| Marcelo Estrada         | 1953      |
| Carbilio Tomasino       | 1954–1959 |
| Milo Guardado           | 1959–1960 |
| Conrado Miranda         | 1961      |
| Luis Comitante          | 1962-1963 |
| Hernán Carrasco Vivanco | 1965–1967 |
| Rigoberto Guzmán        | 1968      |
| Gregorio Bundio         | 1968–1970 |
| Hernán Carrasco Vivanco | 1970      |
| Conrado Miranda         | 1971      |
| Héctor D'Angelo         | 1972      |
| Jorge Tupinambá         | 1973      |
| "Pipo" Rodríguez        | 1973-1974 |
| Conrado Miranda         | 1975      |
| Marcelo Estrada         | 1975–1976 |

| Nom                     | Période   |
| ----------------------- | --------- |
| Raúl Magaña             | 1976      |
| Aureliano Pinto Beltrao | 1976      |
| Juan Ricardo Faccio     | 1977      |
| Julio Contreras Cardona | 1977      |
| Ricardo Tomasino        | 1978      |
| Raúl Magaña             | 1979      |
| "Pipo" Rodríguez        | 1979–1982 |
| Armando Contreras Palma | 1983      |
| Raúl Magaña             | 1984      |
| Juan Quarterone         | 1984–1985 |
| Paulo Roberto Cabrera   | 1986      |
| Raúl Magaña             | 1987      |
| Milovan Đorić           | 1988      |
| Miroslav Vukašinović    | 1988–1989 |
| Conrado Miranda         | 1989      |
| Kiril Dojčinovski       | 1989      |
| Óscar Emigdio Benítez   | 1991      |
| Jorge Aude              | 1991–1992 |
| Aníbal Ruiz             | 1992      |
| Jorge Vieira            | 1993      |
| José Omar Pastoriza     | 1995–1996 |

| Nom                      | Période   |
| ------------------------ | --------- |
| Armando Contreras Palma  | 1996      |
| Milovan Đorić            | 1997      |
| Kiril Dojčinovski        | 1998      |
| Marinho Peres            | 1999      |
| Óscar Emigdio Benítez    | 2000      |
| Carlos Recinos           | 2000–2002 |
| Juan Ramón Paredes       | 2002–2004 |
| Armando Contreras Palma  | 2004      |
| Carlos Cavagnaro         | 2005      |
| Miguel Ángel Aguilar     | 2005–2006 |
| Carlos de los Cobos      | 2006–2009 |
| José Luis Rugamas        | 2010–2011 |
| Rubén Israel             | 2011–2012 |
| Juan de Dios Castillo    | 2012      |
| Alberto Agustín Castillo | 2012–2013 |
| Albert Roca              | 2014–2015 |
| Jorge Humberto Rodríguez | 2015      |
| Ramón Maradiaga          | 2015–2016 |
| Eduardo Lara             | 2016–2018 |

| Nom                 | Période   |
| ------------------- | --------- |
| Carlos de los Cobos | 2018–2021 |
| Hugo Pérez          | 2021–2023 |
| Rubén de la Barrera | 2023      |
| David Dóniga        | 2024-2025 |
| Hernán Darío Gómez  | 2025–     |